# Tax free
Tax free, такс-фри (с англ. — «без сборов») — система возврата суммы налога на добавленную стоимость (НДС). НДС возвращается на покупки, сделанные иностранными гражданами, при выезде из страны, в которой они были приобретены. Суммы возврата составляют от 7 до 22 % от суммы покупки и зависят от размера НДС и от комиссионных оператора Tax free. Из 130 стран, взимающих НДС, около 50 возмещают уплаченный налог нерезидентам страны в случае, если покупки делались в магазинах с соответствующим логотипом (Tax free или одной из компаний — операторов возврата налога). Для юридических лиц также существует система возврата суммы НДС с расходов на зарубежные деловые поездки — бизнес-такс-фри (Business Tax free).
Данная система действует также и на территории Российской Федерации, правда пока в пилотном проекте, срок действия которого заканчивается 31 декабря 2020 года.

## Сведения о Tax Free для некоторых стран
| Страна           | НДС (сниженная ставка) | Мин. цена покупки     | Срок действия Tax Free Cheque | Срок действия печати таможни | Ссылки        |
| Австралия        | 10 % (+14,5 % на вина) | 300 AUD               |                               |                              | [ 3 ]         |
| Австрия          | 20 % (10-12 %)         | 75,01 EUR             | без ограничения срока         | 3 месяца                     |               |
| Аргентина        | 21 % (0-10,5 %)        | 70 песо (17 $)        |                               | 6 месяцев                    | [ 4 ]         |
| Беларусь         | 20 %                   | 80 BYN                | 3 месяца с даты покупки       | 6 месяцев                    |               |
| Болгария         | 20 %                   | 100 левов             | 3 месяца с даты покупки       | 3 месяца                     |               |
| Бельгия          | 21 % (6-12 %)          |                       |                               | 3 месяца                     |               |
| Великобритания   | 20 % (0-5 %)           | 25 GBP                | 3 месяца с даты покупки       | 3 месяца                     | [ 5 ]         |
| Венгрия          | 27 % (5 %)             |                       |                               | 3 месяца                     |               |
| Германия         | 19 % (7 %)             | 25 EUR                | 3 года с даты покупки         | 3 месяца                     | [ 6 ]         |
| Греция           | 23 % (3-13 %)          |                       |                               | 3 месяца                     |               |
| Дания            | 25 %                   |                       |                               | 3 месяца                     |               |
| Израиль          | 15,5 %                 | 400 шекелей           |                               |                              | [ 7 ] [ 8 ]   |
| Индонезия        | 10 %                   | 500 000 рупий (55 $)  |                               |                              | [ 9 ]         |
| Ирландия         | 23 % (0-13,5 %)        |                       |                               | 3 месяца                     |               |
| Исландия         | 24 % (11 %)            |                       |                               | 3 месяца                     |               |
| Испания          | 21 % (4-8 %)           | 90,15 EUR             | без ограничения срока         | 3 месяца                     | [ 10 ]        |
| Италия           | 22 % (4-10 %)          | 154,94 EUR            | 3 месяца с даты покупки       | 3 месяца                     | [ 11 ]        |
| Кипр             | 19 % (5-8 %)           |                       |                               | 3 месяца                     |               |
| Латвия           | 21 % (12 %)            |                       |                               | 3 месяца                     |               |
| Ливан            | 10 %                   | 150 000 фунтов (99 $) |                               |                              | [ 12 ]        |
| Литва            | 21 % (5-9 %)           |                       |                               | 3 месяца                     |               |
| Люксембург       | 17 % (3-14 %)          |                       |                               | 3 месяца                     |               |
| Марокко          | 20 %                   | 2000 дирхамов (236 $) |                               |                              | [ 13 ]        |
| Мексика          | 16 %                   | 1200 песо (96 $)      |                               |                              | [ 14 ]        |
| Нидерланды       | 21 % (0-6 %)           | 50 EUR                | 3 месяца с даты покупки       | 3 месяца                     |               |
| Норвегия         | 25 % (8-15 %)          |                       |                               | 1 месяц                      |               |
| Польша           | 23 % (0-8 %)           | 200 PLN               | 4 месяца с даты покупки       | 3 месяца                     |               |
| Португалия       | 23 % (6-13 %)          |                       |                               | 3 месяца                     |               |
| Республика Корея | 10 %                   | 50 000 вон (43 $)     |                               | 3 месяца                     | [ 15 ]        |
| Сингапур         | 7%                     | 100 SGD               |                               | 2 месяца                     | [ 16 ] [ 17 ] |
| Словакия         | 20 % (10 %)            |                       |                               | 3 месяца                     |               |
| Словения         | 22 % (9,5 %)           |                       |                               | 3 месяца                     |               |
| Таиланд          | 10 % (7 %)             | 2000 бат (66 $)       |                               |                              | [ 18 ]        |
| Турция           | 18 % (1-8 %)           |                       |                               | 3 месяца                     |               |
| Финляндия        | 24 % (10-14 %)         | 40 EUR                | 3 месяца с даты покупки       | 6 месяцев                    |               |
| Франция          | 20 % (2,1-10 %)        | 175,01 EUR            | 6 месяцев с даты покупки      | 3 месяца (6 месяцев)         | [ 19 ]        |
| Хорватия         | 25 % (5-13 %)          |                       |                               | 3 месяца                     |               |
| Чехия            | 21 % (15 %)            | 2001 CZK              |                               | 3 месяца                     |               |
| Швейцария        | 8 % (2,5-3,8 %)        | 300 CHF               | 1 месяц с даты покупки        | 30 дней                      |               |
| Швеция           | 25 % (0-12 %)          |                       |                               | 3 месяца                     |               |
| Эстония          | 20 % (9 %)             | 38 EUR                |                               | 3 месяца (1 год)             |               |
| ЮАР              | 14 %                   | 250 рандов (36 $)     |                               |                              | [ 20 ]        |
| Япония           | 10 % (8 %)             | 5000 иен (33 $)       |                               |                              | [ 21 ]        |
| ---------------- | ---------------------- | --------------------- | ----------------------------- | ---------------------------- | ------------- |

В Канаде существует федеральный налог на товары и услуги (аналогичный НДС) в размере 5 %, а также дополнительные налоги в провинциях в размере 12-15 %.
На территории Украины данная возможность есть с процентным возвратом в 100 %.

## Система Tax free на территории Российской Федерации
Президент России Владимир Путин подписал указ 28.11.2017 о введении на территории РФ возврата НДС для туристов из стран, не входящих в Евразийский союз (Россия, Белоруссия, Армения, Казахстан и Киргизия). Закон вступил в силу 1 января 2018 года. Туристы смогут возвращать НДС в размере 18 % от стоимости покупки. Изначально закон будет распространяться на покупки, совершённые в Москве, Санкт-Петербурге и Сочи. Список адресов расположения магазинов, с покупки товаров в которых можно вернуть НДС, определяется постановлением Правительства РФ. Для того, чтобы иностранный турист получил возврат НДС, ему необходимо совершить покупку на сумму не менее 10 000 рублей.
Первый чек tax free был выписан 10 апреля 2018 года. К июлю, окончанию ЧМ-2018, по системе tax free через таможенные органы страны прошло 13,4 тысячи чеков на общую сумму свыше 1,3 млрд рублей. В 2019 году Россия вернула интуристам за год 1,3 миллиарда рублей НДС по системе tax free; эксперты считают этот механизм хорошим способом привлечь туристов.
В 2020 году Правительство РФ одобрило законопроект, предусматривающий компенсацию налога, уплаченного гражданами иностранных государств в составе цены товара, вывезенного за пределы таможенной территории Евразийского экономического союза (ЕАЭС). Причём распространяться законопроект будет на все предприятия, находящиеся на территории России.

## Система Tax free на территории Евросоюза
Путешественники, имеющие гражданство страны, не входящей в ЕС, могут получать возврат средств НДС за покупки вне магазинов системы беспошлинной торговли в аэропортах: для этого необходимо сохранить чеки за покупку, а также потребовать у продавца или другого сотрудника магазина форму декларации на возврат НДС (VAT Refund).
Чаще всего, основным требованием для возврата является условие отсутствия у покупателя гражданства одной из стран — участниц Европейского союза. Покупка должна быть совершена только для личного пользования и в течение зафиксированного срока в шесть месяцев, когда нерезидент имеет право пребывать на территории ЕС без разрешения на работу, вида на жительство или гостевой визы.
Для завершения возврата НДС необходимо заполнить квитанцию и в пограничном пункте таможни поставить штамп проверки офицером. Затем подтверждённая квитанция направляется продавцам для запроса возврата.
У каждой страны — участницы ЕС своя ставка возврата НДС и собственные ограничения по сумме минимального и максимального возврата.

## Система Tax free на территории Австралии
В Австралии возврат НДС называется «Схема туристического возврата» (Tourist Refund Scheme или TRS). Эта система позволяет туристам получать возврат налога на товары и услуги (Goods and Services Tax или GST) и Wine equalisation tax (WET) в течение 60 дней после посещения территории Австралии (покупка товаров должна осуществляться в течение 60 до окончания срока посещения Австралии).
Минимальная сумма, с которой происходит возврат средств — 300 $. Также турист должен предоставить на таможне декларацию и чеки, фиксирующие покупку.

## Система Tax free на территории Белоруссии
В Белоруссии с 2013 года работает система возврата НДС за покупки, совершённые нерезидентами Евразийского экономического союза (Белоруссия, Россия, Казахстан, Армения, Киргизия). Система распространяется на все товары, облагаемые по ставке 20 %, и предусматривает возврат 15 % от суммы покупки без НДС. Услуга доступна при приобретении товаров в течение одного дня в одном магазине, работающем по системе Tax free, на сумму более 80 белорусских рублей (примерно 35 евро). Возврат денежных средств производится как наличными денежными средствами в Национальном аэропорту «Минск», так и безналичным перечислением на банковскую карту в течение 30 дней.